# Tschechoslowakische Fußballmeisterschaft 1922
Die Tschechoslowakische Fußballmeisterschaft 1922 (offiziell: Mistrovství ČSSF) war die erste Meisterschaft die mit Mannschaften aus der gesamten Tschechoslowakei ausgetragen wurde. Der tschechische Verband hatte sich am 10. April 1921 in einen tschechoslowakischen umgewandelt (ČSSF), wodurch der Weg frei für einen landesweiten Wettbewerb war. 1919 hatte bereits eine Endrunde ohne slowakische Mannschaften stattgefunden, 1920 und 1921 war der Sieger der Mittelböhmischen Liga (tschechisch: Středočeská župa), die allen anderen deutlich überlegen war, inoffizieller Meister.
An der Endrunde nahmen die Sieger der jeweiligen Gaumeisterschaften teil. Dabei trat Sparta Prag, der Meister Mittelböhmens, direkt im Finale an, weil der Fußball in Prag zu der Zeit jenem aus den anderen Landesteilen weit voraus war. Sparta gewann das Endspiel gegen den SK Hradec Králové souverän mit 7:0.

## Sieger der Gaumeisterschaften
| Gau             | Sieger                    |
| --------------- | ------------------------- |
| Mittelböhmen    | Sparta Prag               |
| Westböhmen      | SK Viktoria Pilsen        |
| Ostböhmen       | SK Hradec Králové         |
| Hanna           | SK Olomouc                |
| Westmähren      | SK Židenice               |
| Zentralslowakei | ŠK Slávia Banská Bystrica |
| Ostslowakei     | AC Špišská Nova Ves       |
| Westslowakei    | 1. ČsŠK Bratislava        |

## Endrunde um die Meisterschaft des ČSSF

### Modus
Für die drei slowakischen Vereine fand eine Vorrunde statt, dessen Sieger in der dritten Runde gegen den Sieger der tschechischen Vorrunde um den Einzug ins Finale gegen Sparta Prag spielte. Zunächst traf der Meister der Ostslowakei auf den Meister der Zentralslowakei. Der Sieger aus diesem Duell spielte gegen den westslowakischen Meister. Der Gewinner dieser Partie stand in der dritten Runde.
In der tschechischen Vorrunde traf der Meister Westböhmens auf den Meister der Hanna. Der ostböhmische Meister spielte gegen den Sieger der westmährischen Meisterschaft. Die Sieger der beiden Spiele trafen in der zweiten Runde aufeinander, der Gewinner dieser Begegnung trat dann in der dritten Runde gegen den Sieger der slowakischen Vorrunde an.

### Slowakische Vorrunde

#### 1. Runde
|                     | Ergebnis |                           |
| ------------------- | -------- | ------------------------- |
| AC Špišská Nova Ves | 0:2      | ŠK Slávia Banská Bystrica |

#### 2. Runde
|                    | Ergebnis |                           |
| ------------------ | -------- | ------------------------- |
| 1. ČsŠK Bratislava | 2:1      | ŠK Slávia Banská Bystrica |

### Tschechische Vorrunde

#### 1. Runde
|                    | Ergebnis |             |
| ------------------ | -------- | ----------- |
| SK Viktoria Pilsen | 7:2      | SK Olomouc  |
| SK Hradec Králové  | 6:1      | SK Židenice |

#### 2. Runde
|                   | Ergebnis |                    |
| ----------------- | -------- | ------------------ |
| SK Hradec Králové | 8:0      | SK Viktoria Pilsen |

### Endrunde

#### 3. Runde
|                    | Ergebnis |                   |
| ------------------ | -------- | ----------------- |
| 1. ČsŠK Bratislava | 2:4      | SK Hradec Králové |

#### Finale
Das Finale fand am 17. Dezember 1922 im Letná-Stadion vor 6.100 Zuschauern statt.
|             | Ergebnis |                   |
| ----------- | -------- | ----------------- |
| Sparta Prag | 7:0      | SK Hradec Králové |